# Єва Котчевер
Єва Котчевер (фр. Eva Kotchever; 16 червня 1891, Млава — 17 грудня 1943, Аушвіц, Польща) — польська бібліотекарка, письменниця, власниця відомого лесбійського нічного клубу «Eve's Hangout» у Гринвіч-Віллидж. Померла у нацистському концтаборі Аушвіц.

## Життєпис
Чава Злочовер ймовірно народилася 27 червня 1891 р. у Млаві, Польща, хоча записи різняться щодо її точної дати народження. Вона була старшою з семи дітей Мордехая та Міріам Злочовер. Сім'я її запам'ятала як найстаршу сестру, яка була «правою рукою» їхньої матері. Пізніше вона свідчитиме, що відвідувала початкову школу в Млаві та закінчила навчання у Плоцку. Вона вміла говорити сімома мовами.
У 20 років Єва емігрувала до Сполучених Штатів Америки. Вона почала використовувати англійську версію свого імені, одягалася у чоловічий одяг та брала участь в анархістському русі, розповсюджуючи публікації, відвідуючи мітинги та подружившись з такими анархістами, як Емма Голдман, Олександр Беркман, Бен Райтман та Генрі Міллер.
Створений нею в 1925 році, лесбійський нічний клуб «Eve's Hangout» був одним з найгарячіших місць нічного життя заході Нижнього Мангеттену. На табличці, що вітала відвідувачів йшлося: «Men are admitted but not welcome» («Чоловіки допускаються, але не вітаються»).
Маргарет Леонард, детектив під прикриттям, побачила в клубі збірку «Lesbian Love» («Лесбійське кохання»), книгу оповідань, яку Єва самостійно видала та розповсюдила серед друзів. Крім цього вона повідомила про домагання зі сторони Єви Котчевер. 1926 року поліція заарештувала Котчевер, її звинувачували у непристойній поведінці. Після року у в'язниці, де вона познайомилася з Мей Вест, на ринку Джефферсон, її депортували до Польщі у грудні 1927 року.

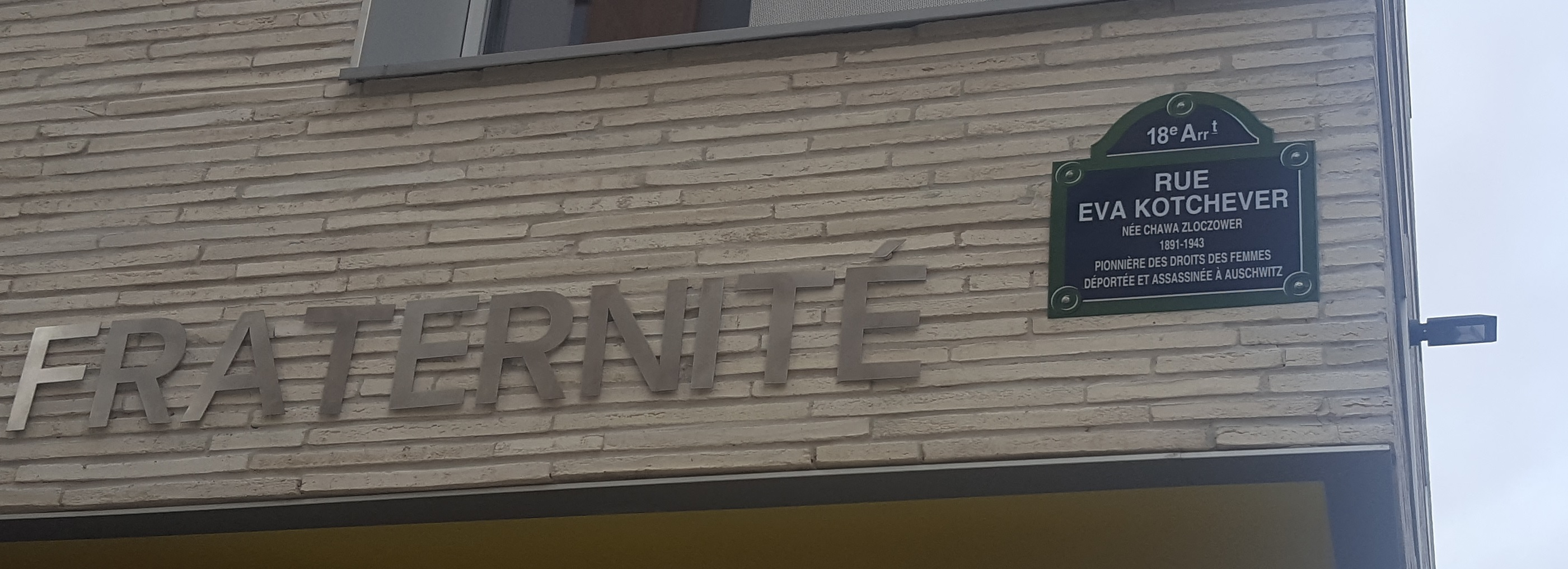
Вулиця та школа. XVIII округ Парижа

Єва жила у Варшаві, Данцігу та Зопоті, писала своїм друзям у листах про низькі зарплати та антисемітизм у Польщі. 1930 року вона поїхала до Парижа (сьогодні вулиця і школа називається «Єва Котчевер» «rue Eva Kotchever» на Монмартрі.
У 1933 році Єва познайомилася і почала стосунки з єврейською співачкою Хелою Ольштейн Солднер (яка виступала під сценічним псевдонімом Нора/Нора Варен), і жила з нею навіть після того, як Хелла вийшла заміж. Вони мали намір емігрувати до Палестини та приєднатися до брата Єви, але не мали для цього фінансових можливостей. Єва також просила Бена Рейтмана допомогти їй отримати дозвіл на повернення до США. У 1940 році вони переїхали до Південної Франції.
У грудні 1943 року Єва та Елла були заарештовані в Ніцці та ув'язнені у таборі для інтернованих у Дрансі, поблизу Парижа. 17 грудня 1943 року вони були депортовані для перевезення до Освенцима в Конвої 63 разом із приблизно 850 іншими євреями, лише 31 з яких вижили до визволення 1945 року, не враховуючи Єви чи Елли.
Єва Котчевер, власниця одного з перших у світі лесбійських ресторанів, померла в Аушвіці.